# Charles-François de Bussi
Pour les articles homonymes, voir de Bussi.
Charles-François de Bussi est un homme politique français né le 11 juillet 1749 à Welles-Pérennes (Oise) et décédé le 9 octobre 1811 à Rouvrel (Somme).
Cultivateur à Rouvrel, il est député du tiers état aux États généraux de 1789 pour le bailliage de Péronne. Il démissionne dès le 23 août 1789, puis devient juge de paix et conseiller général.

## Sources
- « Charles-François de Bussi », dans Adolphe Robert et Gaston Cougny, Dictionnaire des parlementaires français, Edgar Bourloton, 1889-1891 [détail de l’édition]